# Ялиця Крістера
Ялиця Крістера — вікова ялиця у Києві, що росла в місцевості Крістерова гірка на вулиці Байди-Вишневецького перед будинком № 1. Мала статус ботанічної пам'ятки природи місцевого значення. 

## Опис
Вік дерева становив 150 років, обхват стовбура — 2,35 м, висота — 28 м. Вид — ялиця біла.

## Історія
Дерево було залишком групової посадки ялиць на території садиби відомого київського садівника 19-го століття Вільгельма Крістера. Окрім цього дерева, зі згаданої групи до нашого часу збереглося ще одне дерево ялиці на території фірми «Троянда» (нині пам'ятка природи «Крістерова гірка»).
14 жовтня 1997 року ялиця отримала статус ботанічної пам'ятки природи місцевого значення під назвою «Ялиця Крістера».
Наприкінці 2009 року дерево всохло у зв'язку зі зміною екологічних умов, однак досі зустрічається в офіційних переліках пам'яток природи.

## Виноски
1. 1 2 3 4  Садівництво Вільгельма Крістера в Києві – важливий осередок інтродукції рослин / В. І. Мельник, О. Л. Рубцова // Інтродукція рослин. — 2010. — № 1. — С. 111—117
2. 1 2  Ботанічна пам’ятка природи місцевого значення «Ялиця Крістера» | Природно-заповідний фонд міста Києва (укр.). Архів оригіналу за 15 вересня 2021. Процитовано 21 вересня 2021.
3. 1 2  Регіональна доповідь про стан навколишнього природного середовища в м. Києві у 2016 році. — Київ : Управління екології та природних ресурсів Департаменту міського благоустрою та збереження природного середовища КМДА, 2017. — С. 38. Архівовано з джерела 15 вересня 2021 [Архівовано 15 вересня 2021 у Wayback Machine.]